# Facilitat d'accés a la tecnologia

Un món cada vegada més globalitzat gràcies a la facilitat d'accés a la tecnologia.

La Facilitat d'accés a la tecnologia té relació amb el desenvolupament d'un país. Ja que les riqueses i el creixement de la societat està molt lligat al nivell d'accés a la tecnologia i la innovació. Creant així a escala global la necessitat que els ciutadans es vegin obligats a estar cada vegada més interconnectats.
Per una banda, s'observa que aquesta facilitat envers l'accés a moltes d'aquestes tecnologies pot ajudar a crear un món més equitatiu, pacífic i just. Fent així que aquests avenços digitals donin suport a alguns dels 17 objectius de desenvolupament sostenible establerts per les Nacions Unides. Entre els quals s'aprecien, la reducció de la mortalitat materna i infantil, la reducció de la pobresa extrema, l'alfabetització universal, l'agricultura sostenible, entre d'altres.
No obstant això, l'accés a la tecnologia també pot provocar una amenaça envers la privacitat de cada individu, o la seguretat d'aquest. A més també pot alimentar la desigualtat, tenint així implicacions en els principals drets humans.

## Efectes que es produeixen
El fet que hagi avançat tant el desenvolupament tecnològic i la innovació en certs aspectes, ha provocat la creació d'una nova manera de viure i veure el món. Es pot veure així una gran millora pel que fa a la inclusió financera, l'accés al comerç, als serveis públics.
Tenint en compte això, s'aprecia com s'ha produït una millora en el sector de la salut, per exemple, ja que les tecnologies d'avantguarda que utilitzen intel·ligència artificial ajuden a diagnosticar malalties i en general contribueixen a millorar l'esperança de vida. També cal destacar, com en l'àmbit educatiu, les tecnologies han afavorit a crear entorns virtuals d'aprenentatge fent possible la formació a distància. Seguidament, també es pot observar una gran millora pel que respecta els serveis públics, els quals són cada vegada més accessibles i responsables gràcies als diferents sistemes que fan servir basats en intel·ligència artificial. Finalment, les macrodades també poden contribuir al fet que els programes siguin més pertinents i precisos.
Moltes d'aquestes tecnologies i innovacions entre les quals en destaquem l'internet, contribueixen a facilitar les comunicacions entre individus, ja que aquestes es poden produir a distància i immediatament. Gràcies a això, tot comença a estar globalitzat i interconnectat: l'economia, els mitjans de comunicació, el turisme de masses...
No obstant això, hi ha persones que no es troben connectades i no poden tenir a l'abast aquestes noves tecnologies. Quedant-se aïllades del que aquestes aporten i comporten en el dia a dia de la societat actual. Entre aquestes s'aprecien principalment persones de la tercera edat, persones amb discapacitat, membres de minories ètniques o lingüístiques, grups indígenes, residents de zones en vies de desenvolupament, entre d'altres..., Per tant, no tenir accés a la tecnologia pot comportar certs riscos d'exclusió social. Ja que el fet de no trobar-se connectat pot afectar el futur educatiu i laboral d'aquestes persones envers la resta de persones que sí que n'estiguin i gaudeixin de la possibilitat de tenir a l'abast aquestes tecnologies digitals. Creant-se així l'anomenada bretxa digital. Com bé esmenta Unicef: "Les divisions digitals també reflecteixen les bretxes econòmiques predominants, el que amplifica els avantatges dels nens dels entorns més rics i no ofereix oportunitats als nens més pobres i desfavorits". Aquesta bretxa, doncs, va més enllà d'una qüestió d'accés a la tecnologia, ja que afecta altres aspectes socials com l'educació, sobre la qual es fonamenta la base del futur.
Per tant, s'observa com l'evolució de les Tecnologies de la Informació i Comunicació (TIC) ha aconseguit un gran nucli de transformació on l'aplicació, acumulació i generació de coneixement incrementa de forma exponencial en l'àmbit global de manera totalment desigual. Així doncs, les diferents desigualtats econòmiques entre diferents regions o països afecten la possibilitat de tenir a l'abast aquestes noves tecnologies. L'alt cost de les TIC fa molt complicat que aquestes es puguin utilitzar en països del tercer món, on les principals preocupacions se centren en la supervivència diària.
A més, l'accés a la tecnologia ha comportat en moltes persones una via cap a l'aïllament i el distanciament social, fent així dels dispositius electrònics necessitats. Tot això comporta un veritable repte que crea a la població la necessitat d'adaptar-se a la nova situació, abastint noves maneres d'interactuar en l'àmbit social i de concebre el món.